# Дмитрівка (Нікопольський район)
Дми́трівка — село в Україні, у Нікопольському районі Дніпропетровської області. Адміністративний центр Дмитрівської сільської ради у Червоногригорівскій селищній громаді. Населення — 677 мешканців.

## Географія
Село Дмитрівка знаходиться в балці Пугачова по якій протікає пересихаючий струмок з загатами. На відстані 4 км розташовані села Борисівка та Привільне. Через село проходять автомобільні дороги Т 0435 і Р73.
Біля села протікає річка Балка Мала Кам'янка.
Дмитрівка розташована на півдні області за 100 кілометрів від обласного центру.

## Історія
Село засноване у 1857 році переселенцями з Дмитрівки Курської губернії.
Станом на 1886 рік в селі Борисівської волості Катеринославського повіту Катеринославської губернії мешкало 1041 особа, налічувалось 155 двори.
За переписом 1897 року кількість мешканців зросла до 1741 особи (881 чоловічої статі та 860 — жіночої), з яких 1734 — православної віри.
Під час організованого радянською владою Голодомору 1932—1933 років померло щонайменше 208 жителів села.
Населення на 1970 рік — 1094 людини.
У Дмитрівці знаходилася виробнича дільниця № 3 колгоспу «Дніпро» (центральна садиба — у селищі Червоногригорівці), за яким закріплено 3584 га сільськогосподарських угідь, у тому числі 3222 га орної землі. Основний його напрямок був — рільництво і тваринництво.

## Сучасність
У Дмитрівці є середня школа, де 18 вчителів навчають 208 учнів, відділення районної лікарні (25 ліжок), у якому трудяться три лікарі і п'ять чоловік середнього та молодшого медперсоналу, аптека, дитячий садок на 50 місць, комплексно-приймальний пункт побутового обслуговували, чотири магазину і два кіоски, будинок культури з залом на 350 місць, сільська бібліотека з книжковим фондом 18 686 примірників.
Близько 2-ї години ночі 20 вересня 2014-го на трасі «Дніпро — Нікополь» водій автобуса, у якому їхали із зони проведення бойових дій 34 бійці БПСМОП «Шторм», заснув за кермом та втратив керування. Автобус з'їхав в кювет і перекинувся, більшість пасажирів дістали травм, двоє з них — лейтенант міліції Олександр Романюк і старший сержант міліції Олександр Лисоконь загинули.

## Населення

### Мова
Розподіл населення за рідною мовою за даними перепису 2001 року:
| Мова            | Кількість | Відсоток |
| --------------- | --------- | -------- |
| українська      | 422       | 50.91%   |
| російська       | 399       | 48.13%   |
| вірменська      | 7         | 0.84%    |
| інші/не вказали | 1         | 0.12%    |
| Усього          | 829       | 100%     |

## Економіка
- «Агро-Дніпро-Нікополь», ТОВ.